# Anisogamie
Anisogamie (altgriechisch ἄνισος ánisos „ungleich“, γάμος gámos „Ehe, Hochzeit“: Ungleichenheirat) bezeichnet in der Ethnosoziologie eine Heiratsregel, die Eheschließungen außerhalb der eigenen sozioökonomischen Statusgruppe bevorzugt oder vorschreibt, der Partner kann oder soll aus einer anderen sozialen Schicht, Klasse oder Kaste kommen. Das Gegenteil ist die isogame Heirat eines Partners mit gleichem Status oder innerhalb der eigenen sozialen Schicht.
Anisogamie tritt in zwei Formen auf:
- Hypergamie: Der Ehemann hat einen höheren sozialen Status, die Frau heiratet in seine Gruppe „hinauf“ (unter Umständen heiratet der Mann „nach unten“).
- Hypogamie: Die Frau hat einen höheren sozialen Status, der Mann heiratet in ihre Gruppe „hinauf“ (unter Umständen heiratet die Frau „nach unten“).

Hyper- und hypogame Regeln können Männer und Frauen unterschiedlich betreffen, abhängig von jeweiligen Abstammungsregeln und dem Schichtungsgrad der Gesellschaft, sowie von dem Empfinden bestimmter sozialer Gruppen und Schichten, ob die Familie des Ehemannes oder die der Ehefrau als höhergestellt angesehen wird.
Wie alle Heiratsregeln findet sich die Anisogamie in zwei Ausprägungen:
- als Bevorzugung (präferentiell): Statusunterschiede werden nur empfohlen, Ehepartner mit gleichem Status erfahren aber keine Ablehnung oder Veränderung ihres Status;[3]
- als Vorschrift (präskriptiv): Ein angemessener Statusunterschied wird verlangt als Grundbedingung einer ehelichen Verbindung.[4]

Anisogame Heiratsregeln sind einerseits auswärts gerichtet (exogam), da der Ehepartner außerhalb der eigenen Statusgruppe oder sozialen Schicht gesucht wird oder werden soll. Andererseits wirken sie zusammen mit inwärts gerichteten Regeln (endogam), beispielsweise soll der Ehepartner grundsätzlich der eigenen örtlichen oder religiösen oder ethnischen Gemeinschaft angehören.
Von der anisogamen Regel einer Gruppe kann ihre tatsächliche Heiratspraxis abweichen, und umgekehrt kann sich bei Gemeinschaften ein anisogames Heiratsverhalten finden, obwohl sie in moralischer, religiöser oder rechtlicher Form keine entsprechende Heiratsregel haben.